# Rothschloßi ütközet
Az 1741. július 22-én lezajlott rothschloßi ütközet az első sziléziai háború egyik katonai eseménye volt, melynek során egy-egy kisebb porosz, illetve osztrák lovascsapat csapott össze, és porosz győzelemmel zárult. Az összecsapás színhelye, az alsó-sziléziai Rothschloß község 1741-ben a Habsburg Birodalomhoz tartozott, 1742-ben Poroszország foglalta el, 1945 óta Lengyelország birtokolja, az Alsó-sziléziai vajdaság területén fekszik, mai neve Białobrzezie, Kondratowice község része.

## A csata
A mollwitzi csata után a harci tevékenységek a portyázó lovascsapatok összetűzéseire korlátozódtak. Az egyik ilyen rajtaütés során Johann Baranyay von Bodorfalva (Baranyay János), osztrák szolgálatban álló huszártábornok 1400 fős lovascsapatával Alsó-Sziléziában a Schweidnitzből Strehlenbe tartó útvonalon több porosz szállítmányt elfogott, és felső-sziléziai Neiße erődjébe indult velük vissza. II. Frigyes porosz király egy 600 huszárból és 300 dragonyosból álló csapatot küldött ellenük Hans Joachim von Ziethen alezredes és Hans Karl von Winterfeldt őrnagy vezetésével. Május 17-én, napfelkeltekor érték utol az épp továbbvonulni készülődő osztrák lovasságot, és azonnal támadást intéztek ellenük. A dragonyosok lezárták előttük az utat, von Ziethen huszárai pedig egy mocsaras mezőre szorították őket, amelyen csak egy keskeny gát vezetett keresztül. Baranyay épp csak meg tudott menekülni a mocsáron át, de 106 emberét, köztük Dessewffy ezredest és törzsének több más tisztjét elfogták, körülbelül 50 katonája pedig elesett. A poroszok csak 7 katonát és 8 lovat veszítettek. Az osztrákok szétszórt csapatait egészen a déli hegyekig üldözték.
Az ütközet után nem sokkal Frigyes király von Winterfeldtet és von Ziethent ezredesekké léptette elő, és utóbbinak hat huszárszázadot adott a parancsnoksága alá. Az így létrehozott lovasezred viselhette az ő nevét (Geschwader Joachim von Ziethen).